# Korinós
Korinós, en grec moderne : Κορινός, est un village et un ancien dème du district régional de Piérie, en Macédoine-Centrale, Grèce. Depuis 2010, il est fusionné au sein du dème de Kateríni.
Selon le recensement de 2011, la population du dème compte 5 557 habitants tandis que celle du village s'élève à 3 487 habitants.